# Гинкунайское староство
Гинкунайское староство (лит. Ginkūnų seniūnija) — одно из 11 староств Шяуляйского района, Шяуляйского уезда Литвы. Административный центр — деревня Гинкунай.

## География
Расположено на северо-западе Литвы, в восточной части Шяуляйского района, на Жемайтской возвышенности.
Граничит с Шяуляйским сельским староством на западе и юге, Шауляйским городским самоуправлением — на западе, Мяшкуйчяйским староством — на севере и северо-востоке, и Кайряйским староством — на востоке и юго-востоке.

## История
Староство было образовано в 2001 году, путём отделения от Шяуляйского сельского староства.

## Население
Гинкунайское староство включает в себя 8 деревень.
| 2001                           | 2002 | 2004 | 2008 | 2009 |
| ------------------------------ | ---- | ---- | ---- | ---- |
| 3706                           | 3727 | 3450 | 3371 | 3346 |
| Гистограмма динамики населения |      |      |      |      |